# Бальзаківський вік, або Всі чоловіки сво…
«Бальзаківський вік, або Всі мужики сво…» (рос. Бальзаковский возраст, или Все мужики сво…) — комедійно-мелодраматичний серіал виробництва ЗАТ «Мотор фільм студія» і НТВ.

## Головні героїні
- Віра Большова (Юлія Меньшова), від імені якої й ведеться оповідь — найбільш розсудлива серед подруг, у неї дві вищі освіти: лікар-терапевт, по другому — психолог. Рано одружилася, завагітніла і народила дочку. Незабаром розлучилася. Віра живе з матір'ю і дочкою, якій вже виповнилося 16.
- Софія Бабицька (Аліка Смєхова) — двічі одружена, двічі вдова. Хоче одружитися з багатим дідусем, вважаючи, що любов і шлюб — речі несумісні.
- Алла Приходько (Лада Денс) — адвокатка кримінальних справ, красива, розумна, самостійна і незалежна жінка, що звикла все вирішувати швидко, але не відмовилася б від роману. Ніколи не сумує і знаходить вихід з найскладніших життєвих ситуацій.
- Юлія Шашкова (Жанна Еппле) — найбільш влюблива з подруг. Ніжна, емоційна і нерішуча. З чоловіками їй не щастить, ні один не прожив з нею понад два тижні.
- Рома (Єгор Дружинін)

## Сезони серіалу
- Перший сезон — 12 серій (трансляція з 17 травня по 3 червня 2004 року);
- Другий сезон — 12 серій (трансляція з 28 грудня 2004 року по 1 березня 2005 року);
- Третій сезон — 8 серій (трансляція з 20 по 30 серпня 2007 року).
- «Найкращий свято» — 2 серії (прем'єра на телебаченні 29 грудня 2004 року) — приквел серіалу. Новорічний телефільм, дія якого відбувається 31 грудня наприкінці XX століття, коли Віра ще працювала дільничною терапевткою в поліклініці, а Соня була одружена з Дмитром Яковичем.
- «Бальзаківський вік, або Всі мужики сво… П'ять років потому». Четвертий сезон 4 серії (прем'єра на телебаченні 8 березня 2013 року).

## Опис серій
1. Зрадник підступний
2. Любов до телебачення, або Як Соня втратила свого Героя…
3. Любов по-московськи
4. Побачення в п'ятницю ввечері
5. Темрява низьких істин
6. Остеохондроз, або Заповнення змарнованого Шукри
7. Дівчата за викликом, або Сонячний удар у листопаді
8. Правила гри, або Чоловік за подібною ціною
9. Урочистість справедливості
10. Від долі не втечеш, або Зміна сексуальної орієнтації
11. На війні як на війні
12. Закон Приходько
13. Кілька хороших хлопців
14. Занадто гарний для неї
15. Найкращий свято-1
16. Найкращий свято-2
17. Тихе жіноче щастя, або Боротьба за існування
18. Невдахи
19. Очна ставка
20. «Плече коханого», або Квартира в обмін на чоловіка
21. Самооборона для жінок
22. Тіні минулого
23. Ці непередбачувані чоловіки
24. У ліжку зі зіркою
25. Роль сексу в житті жінки або Чоботар без чобіт
26. Ще не вечір

- Серії 27 — 34 без назв.